# Xin Pi
Xin Pi (? - 235) nome de cortesia, Zuozhi, foi um conselheiro militar e oficial do governo no período dos Três Reinos na China pelo estado de Wei.
Começou sua carreira no final da dinastia Han Oriental como conselheiro do senhor da guerra Yuan Shao.
Depois que o estado de Cao Wei substituiu a dinastia Han, Xin Pi serviu Cao Pi , o primeiro imperador Wei, e anos depois Cao Rui , filho de Cao Pi. Ao longo de seu serviço em Wei, foi um conhecido e franco conselheiro e sua nomeação de cargo mais alta no governo foi de Ministro da Guarda (衞尉).